# Buret (huyện)
Huyện Buret là một huyện thuộc tỉnh Rift Valley ở Kenya. Theo điều tra dân số ngày 24 tháng 8 năm 1999, huyện này có dân số 316882 người. Huyện Buret có diện tích 955 km². Huyện lỵ đóng tại Litein.